# Église Saint-Michel de Vilnius
L'église Saint-Michel est une ancienne église catholique de Vilnius, construite entre 1594 et 1625, dans un style de transition entre le gothique et le style Renaissance. Elle est la nécropole des princes Sapieha et se trouve dans la vieille ville, à proximité de l'église gothique Sainte-Anne et de l'église Saint-François-d'Assise. Aujourd'hui, elle est en restauration avant d'être rouverte au culte.

## Histoire

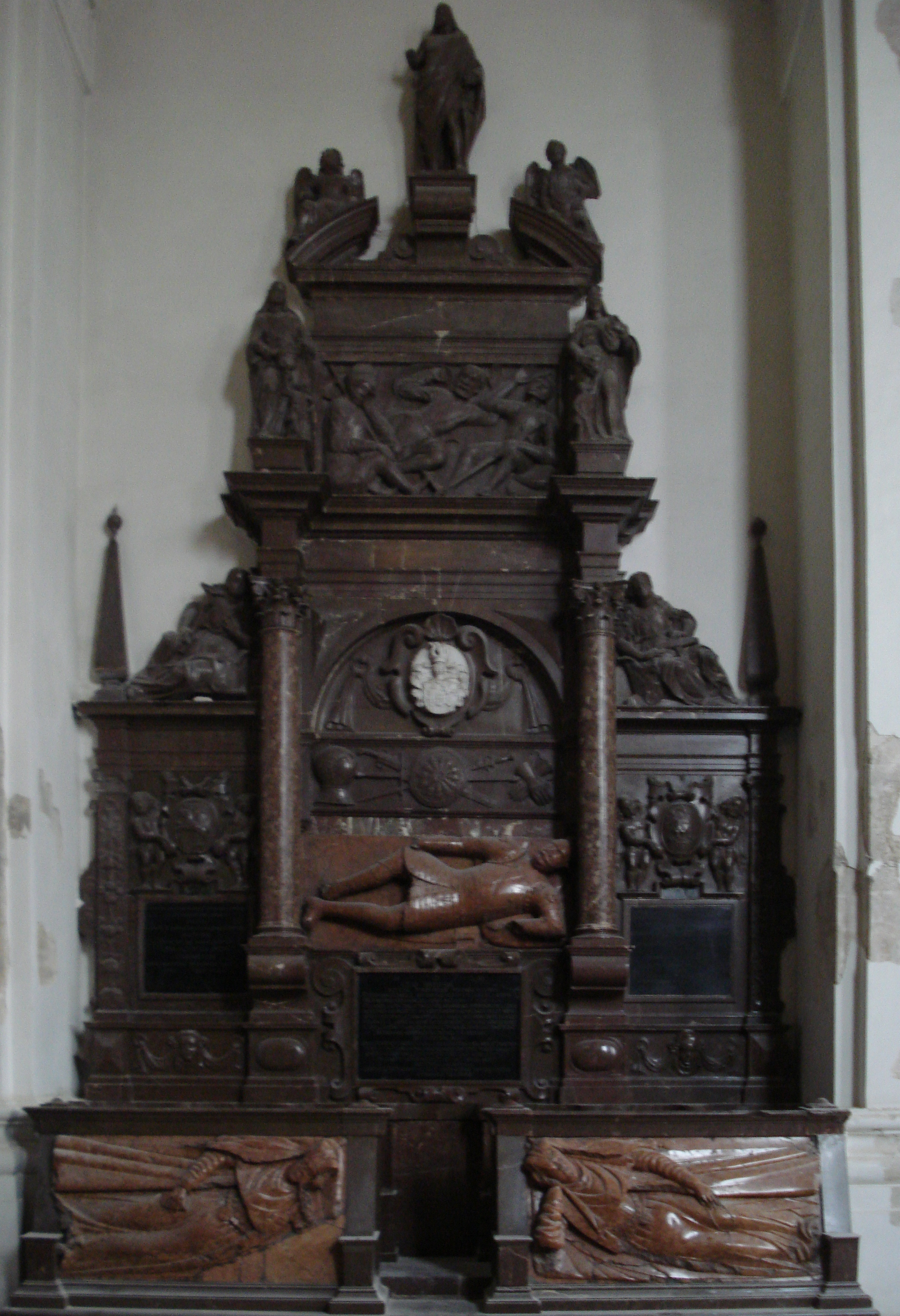
Cénotaphe de Léon Sapieha et de ses deux épouses successives

La construction de l'église Saint-Michel commence en 1594, lorsque le chancelier du grand-duché de Lituanie et futur hetman, Léon Sapieha, fait don de son palais situé de l'autre côté de la rive aux sœurs franciscaines de stricte observance (dites Bernardines, à ne pas confondre avec les Bernardines de l'Ordre de Cîteaux), pour accueillir les vingt-quatre religieuses de la communauté de cet Ordre mendiant. Cette église attenante sera terminée en 1625. L'église souffre de dommages pendant la guerre russo-polonaise de 1655 et elle est restaurée avec des éléments baroques en 1662-1663 (comme les deux petites tours de côté et la façade occidentale). On construit un clocher baroque à la fin du XVIIe siècle et une galerie de colonnades en style dorique en 1703. Depuis lors l'église garde un aspect presque inchangé. Elle mesure 30m de long et 13,5m de large.
Le monastère franciscain de l'autre rive est confisqué par les autorités impériales en 1864 pour en faire un asile de nuit et les religieuses s'installent à Saint-Michel, mais celui-ci doit fermer aussi en 1886. Il n'y a plus alors que trois religieuses qui s'installent au couvent de l'église Sainte-Catherine de Vilnius, transformé en infirmerie, puis en lycée pour jeunes filles.
L'église Saint-Michel est fermée en 1888. La famille princière Sapieha obtient en 1905 de reprendre l'église, comme église familiale privée. Elle la fait restaurer jusqu'en 1912 par un architecte de Cracovie et les cérémonies religieuses reprennent. Après la guerre civile entre Lituaniens (pro-bolchéviques) et Polonais, l'église est rendue aux religieuses franciscaines et le couvent abrite diverses organisations catholiques, pendant l'entre-deux-guerres, à l'époque de la république de Pologne (Vilnius s’appelait alors officiellement Wilno). Le bienheureux Michel Sopocko fur recteur de Saint-Michel à partir des années 1930.
Les autorités de la république socialiste soviétique de Lituanie chassent les dernières religieuses en 1948 et ferment l'église. Mais l'ensemble est déclaré comme patrimoine national et on y installe en 1968 un musée d'architecture, tandis que dans l'église à partir de 1972 on ouvre un musée historique qui expose même le mobilier liturgique et les objets des franciscaines.
L'ensemble architectural est donné à l'archidiocèse de Vilnius quelques années après l'indépendance, en 1993. Le musée, exploité alors par le diocèse, reste ouvert jusqu'en 2006. Il est prévu que l'église soit bientôt rendue au culte.

## Galerie

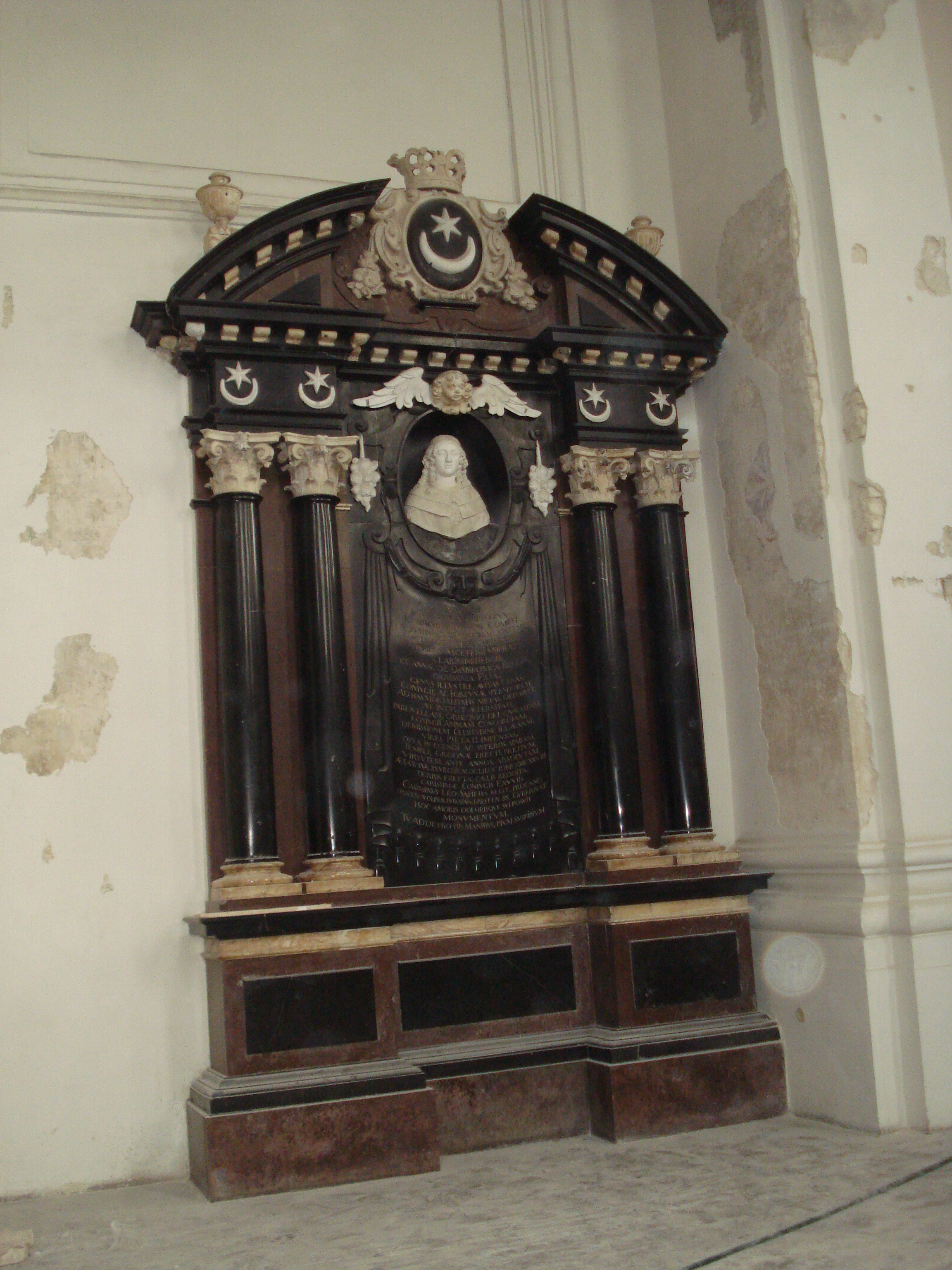
Monument funéraire de Théodora-Christine Sapieha morte en 1652
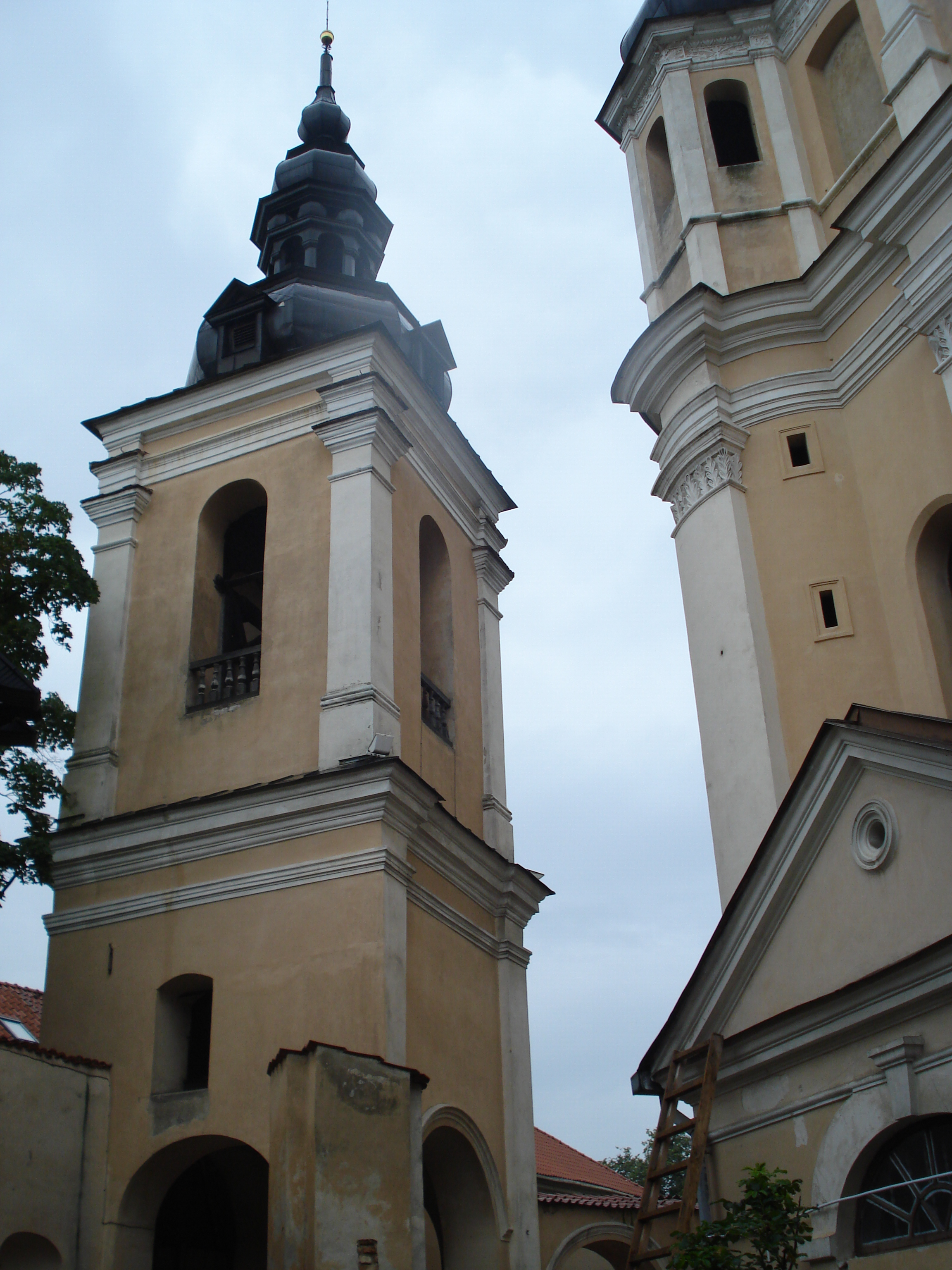
Clocher de l'église
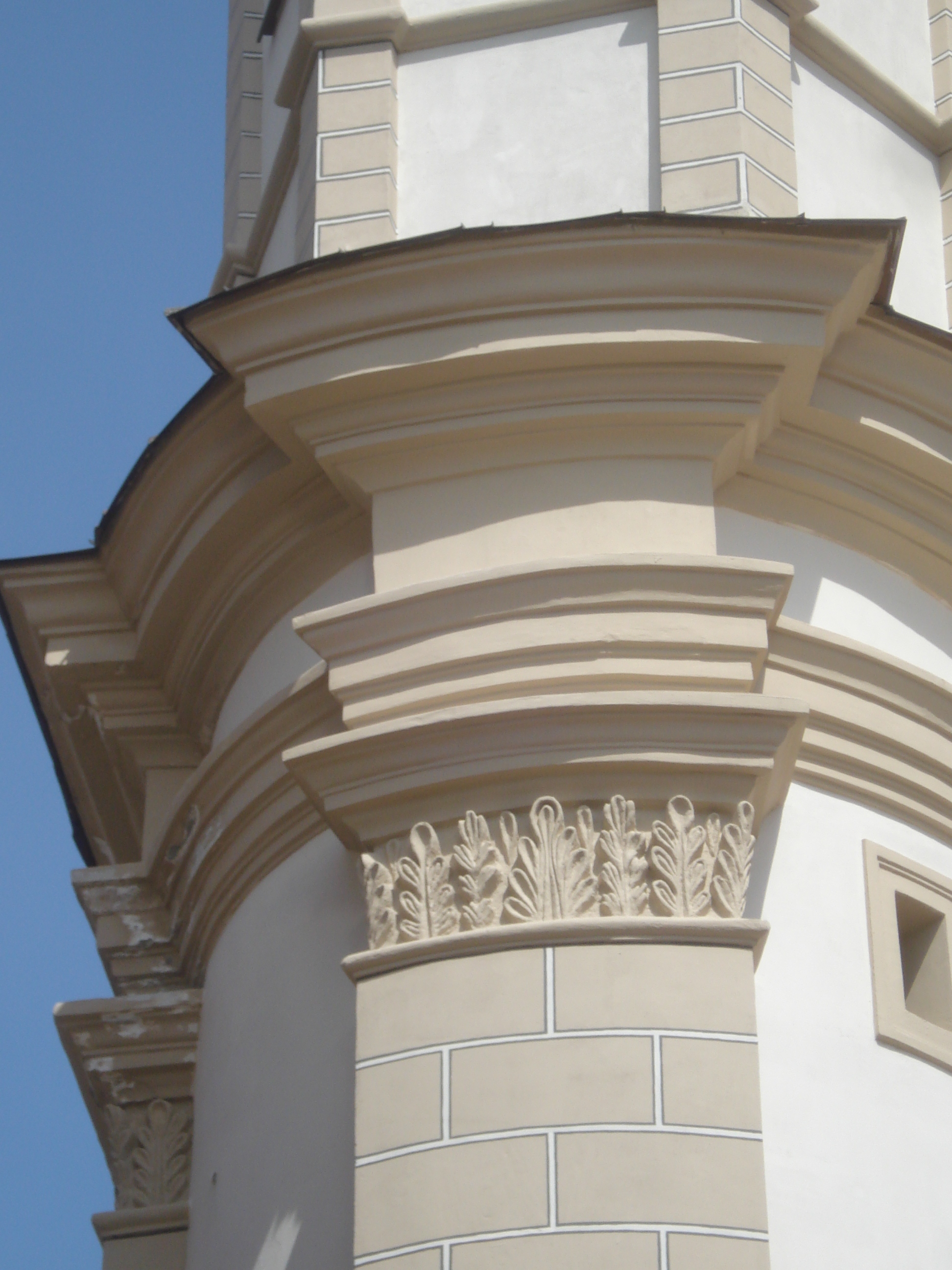
Chapiteau d'un pilastre restauré
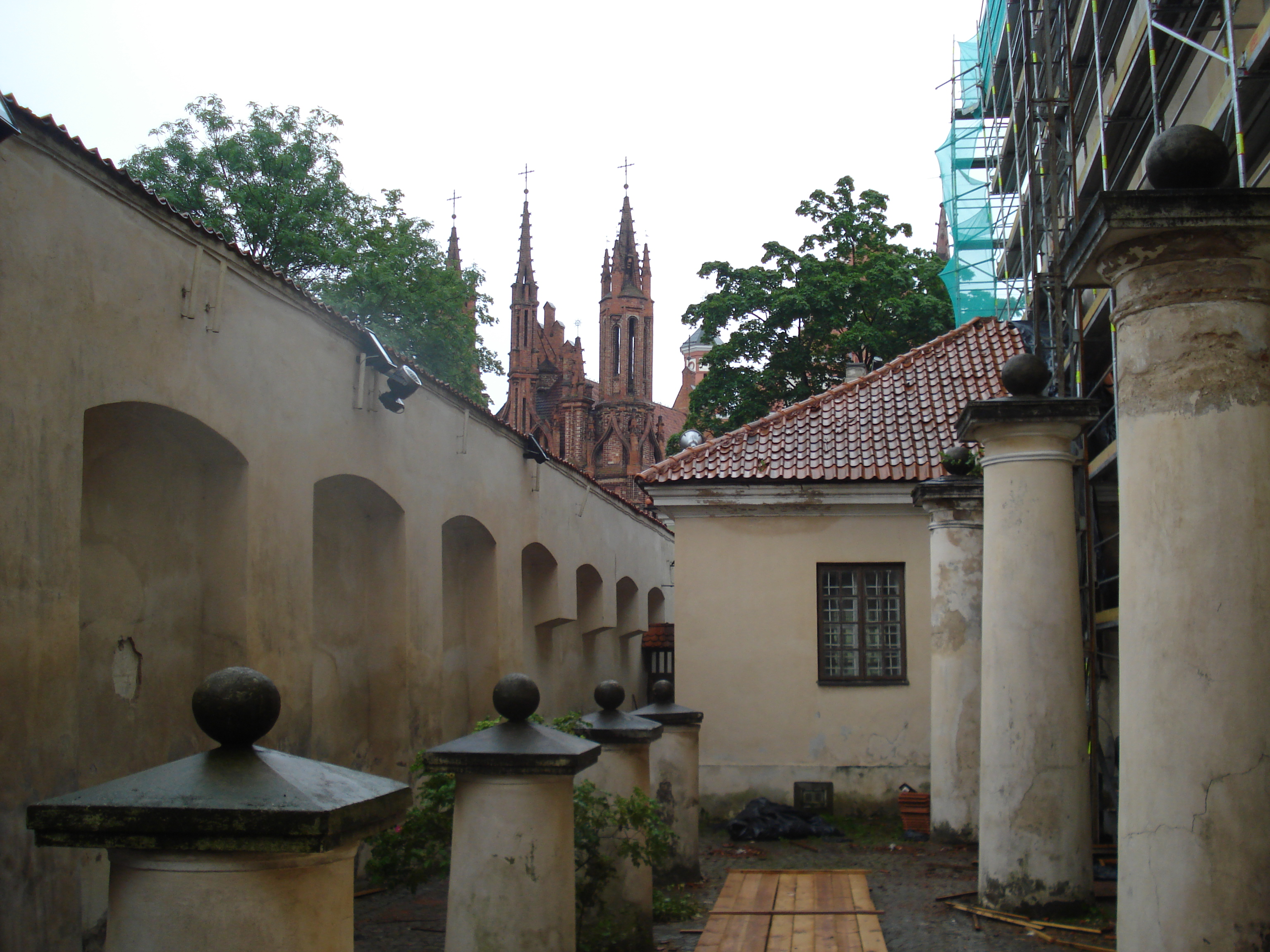
Galerie dorique dans la cour
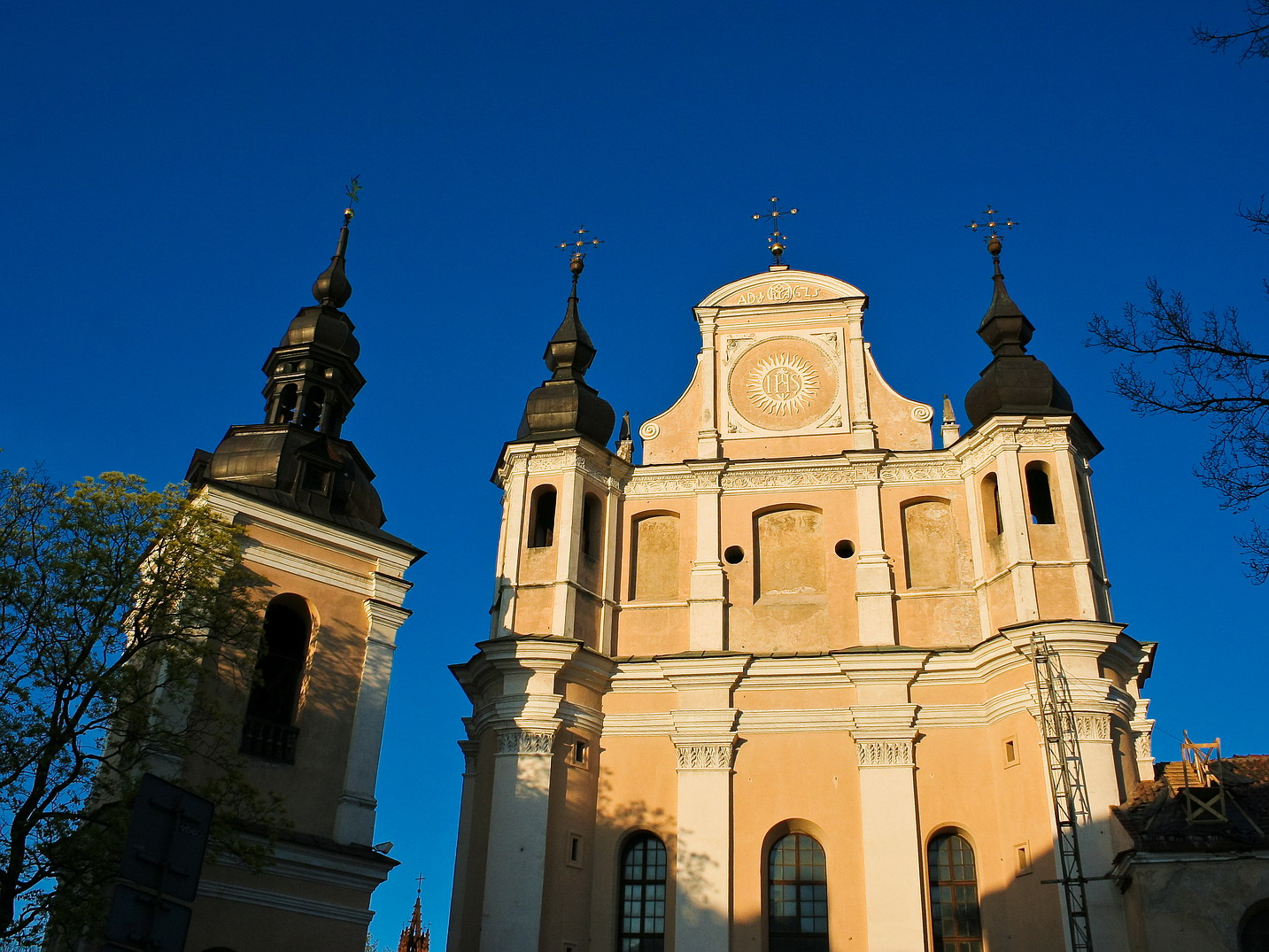
Le fronton de l'église et son clocher à gauche